# Olaszok
Az olaszok, taliánok vagy taljánok (olaszul: italiani) egy dél-európai etnikai csoport, amelynek a tagjai leginkább Olaszországban és a főként Nyugat-Európára, Amerikára és Ausztráliára kiterjedő diaszpóráikban találhatóak meg. 
Az anyanyelvük az olasz, és történelmileg az olaszországi dialektusok és nyelvek. A legtöbben római katolikusok. 
Az olasz népnek különböző európai gyökerei vannak: Észak-Itáliában jelentős kelta népesség volt, amíg a rómaiak el nem foglalták és gyarmatosították a területet az i. e. 2. században, aminek eredményeképpen több ezer római költözött északra; az Appennini-félsziget középső részén etruszkok és latinok; délen pedig más italikus népek és görögök éltek. 
Az „olasz” szó valamelyik délszláv nyelvből, a szerbből vagy a horvátból került a magyarba. Eredete a „vlah”, egészen pontosan annak többesszáma, a „vlasi”, ami viszont eredendően germán, és idegen, kelta, illetve roman (római) jelentésű. Ezekből alakult ki aztán a románokat jelölő oláh, valamint az olasz. Bármilyen furcsa is tehát, a románok és az olaszok megnevezése egy tőről fakad. Ám míg az oláh jelző a románokat illetően az 1848–49-es forradalom és szabadságharc óta kiveszőben van, az olasz a mai napig él és virul, szemben az olaszból eredeztetett, mára már régiessé vált taljánnal (vagy taliánnal).
Jelentős az Amerikai Egyesült Államokban élő olaszok száma, ahol korábban rossz volt a megítélésük, mert a szervezett bűnözők (Cosa Nostra) többnyire  közülük kerültek ki (lásd Al Capone). 
Manapság sok olasz származású hollywoodi színész és filmrendező van: Danny DeVito, Al Pacino, Robert De Niro, Sylvester Stallone, Francis Ford Coppola, Nicolas Cage stb.